# Ле-Мене (Кот-д'Армор)
Ле-Мене (фр. Le Mené) — муніципалітет у Франції, у регіоні Бретань, департамент Кот-д'Армор. Ле-Мене утворено 1 січня 2016 року шляхом злиття муніципалітетів Колліне, Ле-Гуре, Лангурла, Плессала, Сен-Жиль-дю-Мене, Сен-Гуено i Сен-Жакю-дю-Мене. Адміністративним центром муніципалітету є Колліне. Населення — 6413 осіб (01.01.2021).